# Linia kolejowa Chlumec nad Cidlinou – Křinec
Linia kolejowa Chlumec nad Cidlinou – Křinec – jednotorowa, niezelektryfikowana regionalna linia kolejowa w Czechach. Łączy Chlumec nad Cidlinou i Křinec. Przebiega przez dwa kraje: kraj hradecki i kraj środkowoczeski.